# Хуанлун
Хуанлун (на китайски: 黃龍; на пинин: Huánglóng, „Жълт дракон“) е защитена територия в провинция Съчуан, централен Китай.
Разположена в южната част на планините Миншан, местността е известна с цветните си вирове, образувани от варовикови отложения, както и с разнообразната горска екосистема, снежни върхове, водопади и горещи извори. В територията се срещат застрашени видове, като голямата панда и рокселановият ринопитек.
През 1992 година Хуанлун е включен в Списъка на световното наследство на ЮНЕСКО.